# Burgstall Schlössle (Donnersdorf)
Der Burgstall Schlössle ist eine abgegangene mittelalterliche Adelsburg, die sich einst auf einem Sporn des Falkenberges erhob. Der Burgstall liegt im Landkreis Schweinfurt bei dem Ortsteil Falkenstein der unterfränkischen Gemeinde Donnersdorf in Bayern, Deutschland. Über die Burg ist nur wenig bekannt, erhalten hat sich von ihr nur ein Halsgraben mit Außenwall.

## Beschreibung
Die Stelle der ehemaligen Spornburg liegt etwa 900 Meter südsüdöstlich der Kirche Sankt Nikolaus in Falkenstein, in der dortigen Gemeindewaldabteilung I, 2a Vorderes Buchhorn in 375 m ü. NN Höhe am spornartigen Westende des Falkenberges. Das nach Norden steil, nach Westen sowie nach Süden nur mäßig steil abfallende Plateau liegt etwa 90 Höhenmeter über dem Tal des Hägerngrabens. Nach Osten steigt das Gelände noch wenige Meter bis zum 389,9 m ü. NN hohen Gipfelpunkt des Falkenberges an, an dieser Seite musste die Burganlage durch den Graben geschützt werden. Dieser Graben ist noch etwa vier Meter breit und vom Burgplateau aus noch fünf Meter tief. Dem Graben ist zusätzlich ein bis zu fünf Meter breiter und 1,50 Meter hoher Wall vorgelegt. Am Südostende der Anlage biegt dieser Wallgraben nach Westen um und schützte so auch ein Stück der Südseite der Burg.
Die nutzbare Fläche der Burganlage betrug etwa 30 mal 30 Meter.
Das vom Bayerischen Landesamt für Denkmalpflege als „Mittelalterlicher Burgstall Schlössle“ erfasste Bodendenkmal trägt die Denkmalnummer D-6-6028-0027.